# Patrick Leahy
Joseph Patrick Leahy (Montpelier,VT, 31 de março de 1940) é um político americano membro do Partido Democrata que serviu como Senador por Vermont de 1975 até 2023. Como era na época, o Senador com mais tempo servido no Congresso, ele foi, em 2012, eleito Presidente pro tempore do Senado dos Estados Unidos, pelos senadores, sendo reeleito poucos anos depois.

## Biografia
Leahy nasceu em Montpelier, no estado de Vermont, em 31 de março de 1940, filho de Alba e Howard Francis Leahy, é descendente de italianos e irlandeses, que vieram para o estado no século 19.
Leahy deu inicio a sua carreira como advogado, em 1966 foi eleito procurador Condado de Chittenden, deixou o cargo em 1974 quando foi eleito senador do Vermont, sendo empossado em janeiro de 1975, sendo o primeiro senador democrata do estado desde 1856.
Leahy é casado com Marcelle Pomerleau desde 1962, residem em uma fazenda em Middlesex, no Vermont, juntos eles têm três filhos. Leahy é legalmente cego de um olho.

## Posições Políticas

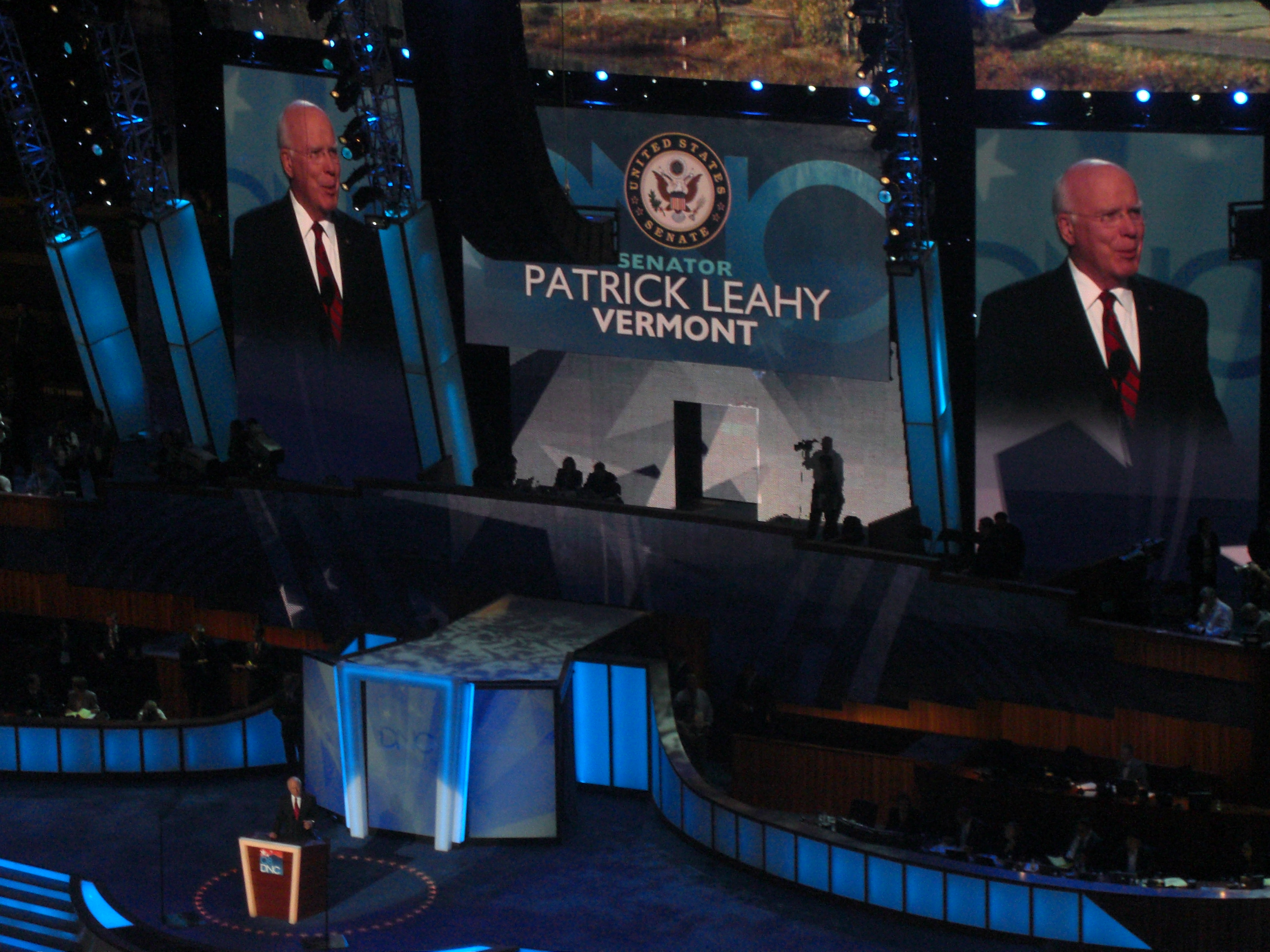
Leahy falando durante o segundo dia da Convenção Nacional Democrata de 2008 em Denver, Colorado.

Leahy ocupou posições políticas progressistas que geralmente estão de acordo com as do estado.

### Aborto
Ele geralmente apoiou o direito ao aborto, rejeitando propostas para limitar a realização do procedimento a menores ou aqueles estacionados em bases militares. Ele votou contra a Lei de Proibição do Aborto por Nascimento Parcial em 1995 e a favor dela entre 1997 e 2003.
A 11 de março de 1982, Leahy votou contra uma medida patrocinada pelo senador Orrin Hatch que buscava reverter Roe v. Wade e permitir que o Congresso e estados individuais adotassem leis proibindo o aborto. Sua aprovação foi a primeira vez que um comitê do Congresso apoiou uma emenda anti-aborto.

### Agricultura
Em 2019, Leahy trabalhou com os senadores Sherrod Brown, Susan Collins e David Perdue num esforço bipartidário para garantir que os alunos tivessem acesso aos alimentos locais. A sua proposta reforçaria o Programa de Bolsa para Escola administrado pelo Departamento de Agricultura (USDA) e aumentaria o nível autorizado do programa de  5 milhões de dólares para 15 milhões de dólares, além de aumentar a concessão máxima para  250.000 dólares.
Em março de 2019, Leahy foi um dos 38 senadores a assinar uma carta ao Secretário de Agricultura dos Estados Unidos, Sonny Perdue, alertando que os produtores de leite "continuaram enfrentando instabilidade do mercado e estão lutando para sobreviver ao quarto ano de preços baixos sustentados" e exortando seu departamento a "encorajamos fortemente esses agricultores a considerarem o programa de cobertura da margem de laticínios".
Em maio de 2019, Leahy e outros oito senadores democratas enviaram a Perdue uma carta que criticava o USDA por usar dinheiro de resgate agrícola para comprar carne suína da brasileira JBS USA, escrevendo que era "contraproducente e contraditório" para empresas estrangeiras receberem "contribuintes dos EUA dólares destinados a ajudar os fazendeiros americanos que lutam com a política comercial deste governo. " Os senadores solicitaram que o departamento "assegure que essas compras de comodidade sejam realizadas da maneira que mais beneficie os resultados financeiros do agricultor americano - não os interesses comerciais de corporações estrangeiras".
Em junho de 2019, Leahy e 18 outros senadores democratas enviaram à inspetora geral do USDA (IG) Phyllis K. Fong uma carta solicitando que ela investigasse os casos de retaliação e tomada de decisão política do USDA e argumentando que não conduzir uma investigação significaria que essas "ações poderiam ser percebido como parte do padrão mais amplo deste governo de não apenas descontar o valor dos funcionários federais, mas suprimir, minar, descontar e ignorar por atacado os dados científicos produzidos por seus próprios cientistas qualificados".

### Concorrência e regulamentação corporativa
Em junho de 2019, Leahy foi um dos seis democratas liderados por Amy Klobuchar que assinou cartas para a Federal Trade Commission (FTC) e o Departamento de Justiça relatando que muitos deles "convocaram a FTC e o Departamento de Justiça para investigar uma possível atividade anticompetitiva nesses mercados, particularmente após as ações de fiscalização significativas tomadas pelos aplicadores da concorrência estrangeira contra essas mesmas empresas "e solicitando que cada agência confirme, se abriu investigações anti truste em cada uma das empresas e que cada agência se comprometa a divulgar publicamente as conclusões da investigação.

### Cannabis
Leahy apoia os direitos dos estados de fazerem as suas próprias leis sobre a cannabis. Ele propôs um companheiro para a Emenda Rohrabacher-Farr que estenderia as proteções aos estados que legalizassem a cannabis de alguma forma. Tornou-se conhecido como a Emenda Leahy e impede o governo federal de gastar dólares de impostos federais para processar pessoas que estão seguindo as leis de cannabis de seu estado.

### Cuidado infantil
Em 2019, Leahy e 34 outros senadores introduziram a Lei de Assistência Infantil para Famílias Trabalhadoras, um projeto de lei que criou 770.000 novos empregos na creche e garantiu que as famílias que ganhavam menos de 75% da renda média estadual não pagariam por creche, com maior remuneração famílias tendo que pagar "sua parte justa pelos cuidados em uma escala móvel, independentemente do número de filhos que tenham". A legislação também apoiou o acesso universal a programas pré-escolares de alta qualidade para todas as crianças de 3 e 4 anos, alterou a remuneração da força de trabalho de creches e forneceu treinamento para ajudar professores e cuidadores.

### Justiça Civil

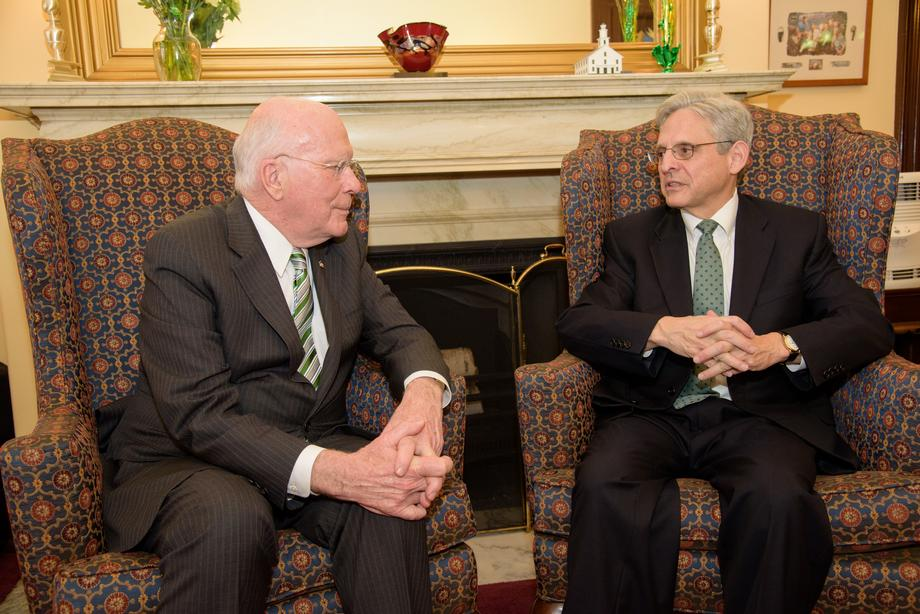
Reunião do senador Leahy com o juiz distrital Merrick Garland, março de 2016.

Em fevereiro de 2016, Leahy introduziu a "Lei de Restauração dos Direitos Estatutários" para "impedir que as empresas imponham arbitragem forçada em casos cobertos pelas leis de proteção ao consumidor, bem como discriminação no emprego e outras questões de direitos civis".

### Direitos civis e privacidade
Leahy foi apoiado pela NAACP e é sincero no seu apoio à ação afirmativa. Ele apoiou a legalização do casamento gay e a redução da discriminação contra gays e lésbicas. Leahy pediu que as parceiras domésticas de funcionários federais recebessem os mesmos benefícios que casais heterossexuais.
Leahy é o principal patrocinador da versão do Senado da Lei de Privacidade de Email, que reformaria a Lei de Privacidade de Comunicações Eletrônicas de 1986 e aumentaria as proteções de privacidade para email. Ele patrocina esse projeto bipartidário com o republicano Mike Lee, de Utah.

### Defesa
Leahy foi um crítico de longa data da Guerra do Iraque e falou a favor de cronogramas para a retirada das tropas, afirmando que o país precisa de funcionários bem treinados no serviço estrangeiro e na indústria privada para ajudar a reparar os danos à sua estrutura civil. Ele tem criticado a Lei PATRIOTA, embora tenha votado para reautorizar as versões alteradas dela. Em junho de 2013, após a divulgação do PRISM e de outras atividades de vigilância secretas pela Agência de Segurança Nacional, Leahy apresentou um projeto de lei que reforçaria as diretrizes relacionadas à aquisição de mandados da FISA para vigilância doméstica e encurtaria a autorização atual da FISA em dois anos.
Leahy sempre se opôs à abertura e operação do campo de detenção da Baía de Guantánamo.

## Vida pessoal
Leahy é um fotógrafo. Ele é um católico romano que frequenta a Igreja de Santo André em Waterbury, Vermont. Ele também frequenta a Igreja Católica da Santíssima Trindade quando está em Washington, DC.